# Hukousysteem

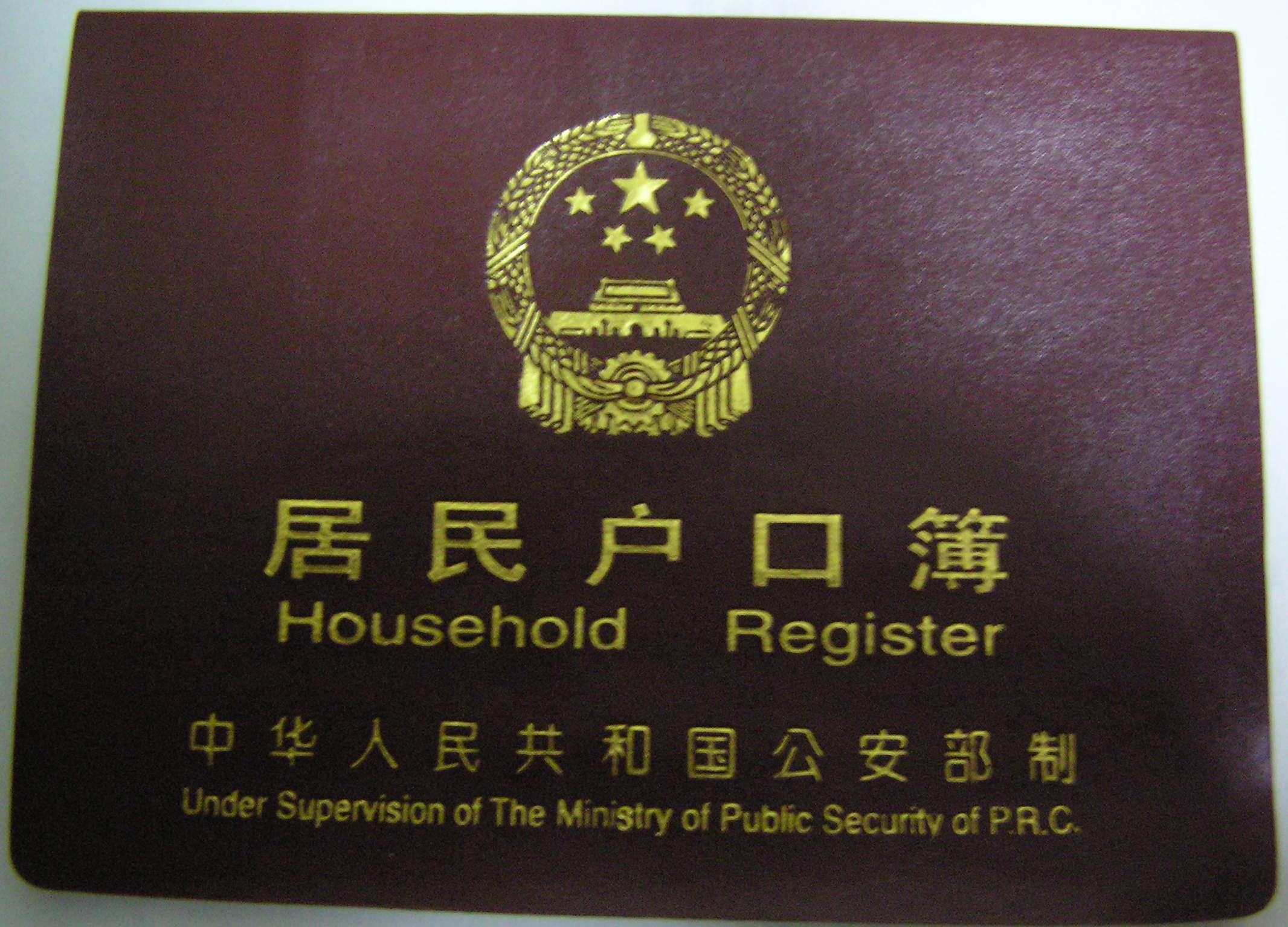
Een hukou document, de informatie staat ook in een register bij de politie

Hukou is een systeem van persoonsregistratie in de Volksrepubliek China.
In de 14e eeuw werd al een variant in China ingevoerd, maar het tegenwoordige hukou vindt zijn oorsprong na de machtsovername door de Communistische Partij van China in 1949. Het register kreeg een wettelijke basis in 1958. Het bevat informatie over een persoon zoals naam, ouders, echtgenoot en geboortedatum. Het kan ook een familieregister zijn met gegevens over een gezin zoals geboorten, sterfgevallen, huwelijken, echtscheidingen en verhuizingen van alle gezinsleden. De plaats van geboorte wordt ook vastgelegd.
Aan de registratie zijn sociale programma's van de overheid gekoppeld, die voordelen toekent op basis van agrarische en niet-agrarische verblijfsstatus of platteland en stad. Het is een bron van veel ongelijkheid. Stedelijke bewoners ontvangen voordelen op het gebied van onderwijs, gezondheidszorg en pensioen, terwijl plattelandsbewoners alleen aanspraak krijgen op grondgebruik. Door de afwezigheid van sociale voordelen zijn de plattelandsbewoners veel meer op elkaar aangewezen, hetgeen overigens in het verleden dagelijks praktijk was.
Het systeem is ingevoerd om migratie tegen te gaan. Het platteland had veel mensen nodig voor de voedselproductie. Het landbouwsurplus werd afgeroomd om de steden van goedkoop voedsel te voorzien en om geld vrij te maken voor investeringen in de industrie. De vrije beweging van mensen kon ook leiden tot overbevolking van de steden met mogelijke sociale onrust tot gevolg. De regels werden tot kort na de dood van Mao Zedong in 1976 strikt nageleefd. Wisselingen van hukoustatus werd slechts mondjesmaat toegestaan en alleen als de Communistische partij of overheid er belang bij had. Vanwege de geringe mobiliteit werd het hukousysteem gezien als een vorm van kastenstelsel.
Onder Deng Xiaoping ging het economische beleid drastisch om, hij voerde het "kapitalisme met socialistische trekjes" in. De migratieregels werden verzacht en het toezicht op de naleving verminderde. De enorme economische groei en industrialisatie van het land verhoogde de vraag naar arbeiders in de steden en op het platteland waren er veel marginale boeren. Boeren konden tijdelijke woonvergunningen krijgen om te werken en te wonen in de steden, maar ze kregen geen recht op sociale voorzieningen in de stad. Verder trokken veel plattelandsbewoners zonder vergunning naar de stad om daar werk te zoeken, aangetrokken door de hogere lonen.
De migranten zijn kwetsbaar. Ze hebben minder rechten, zoals bij ontslag, dan de geregistreerde stedelingen. Ze worden ook onderbetaald, in 2010 kregen de migranten 40% minder betaald voor vergelijkbare functies en 16% had recht op een vorm van uitkering na ontslag.
Er zijn in China ongeveer 200 miljoen mensen die niet wonen waar ze volgens het hukousysteem staan geregistreerd. Het zijn schattingen omdat veel van de migratie illegaal is. De migranten werken merendeels in de industrie, maar ook in de bouw, in restaurants en hotels en bij particulieren. De kinderen van de migranten hebben geen recht op scholing in de stad en blijven daarom bij de grootouders of andere familieleden achter. Op het platteland blijven de ouderen en kinderen achter want de meeste mensen die naar de stad vertrekken zijn tussen de 15 en 44 jaar oud. Ze maken wel een deel van hun verdiende geld over naar hun familie op het platteland.
In de afgelopen jaren is de centrale overheid begonnen met het hervormen van het systeem als reactie op protesten en een veranderend economisch systeem.

## Elders
In Vietnam en Taiwan waren vergelijkbare systemen als in de Volksrepubliek China. In Noord-Korea is migratie nog steeds aan zeer strikte regels gebonden. In de Sovjet-Unie was er een vergelijkbaar systeem bekend onder de naam propiska. Dit heeft als voorbeeld gediend voor de Chinezen.